# Camp Eggers
Camp Eggers var en amerikansk militärbas i Kabul, Afghanistan som ligger nära den amerikanska ambassaden och det afghanska presidentpalatset . Lägret fick sitt namn efter kapten Daniel W. Eggers, en amerikansk soldat från den 1:a bataljonen, 3:e specialstyrkergruppen (Airborne), Fort Bragg, North Carolina, som dödades av en improviserad explosionsanordning (IED) tillsammans med tre andra soldater den 29 maj 2004 nära Kandahar. Camp Eggers var aktiv mellan 2004 och 2015 och stängdes 2015 som en del av tillbakadragandet av amerikanska trupper från Afghanistan.